# Kim Ki-jung
Kim Ki-Jung est un diplomate et universitaire sud-coréen, né le 30 avril 1956, qui a été second vice-directeur du Bureau de Sécurité Nationale de Corée du Sud en 2017. Il est par ailleurs ancien doyen de la faculté d'études politiques de l'Université de Yonsei.  

## Biographie
Né le 30 avril 1956, il obtient une licence de sciences politiques politiques à l'université de Yonsei en 1979, avant d'obtenir un master, puis un doctorat en sciences politiques à l'université du Connecticut. 
Il mène d'une part une carrière d'enseignant, comme lecteur à l'Université d'Ewha de 1989 à 1994, puis, en tant que professeur de sciences politiques, à l'université de Yonsei. Il est doyen de la faculté d'administration publique de cette même université de 2014 à 2017. 
D'autre part, il mène une carrière administrative. Il est ainsi conseiller auprès du Ministère des Affaires étrangères et du commerce, du Ministère de la Défense, et du Bureau de Sécurité Nationale de 2004 à 2008. En 2017, il est second vice-directeur du Bureau de Sécurité Nationale. 
Dans ce cadre, il est également vice-président, en 2007, de l'association coréenne d'études internationales, et, en 2009, vice-président de l'association de sciences politiques de Corée.

## Distinctions
Professeur invité à l'université de Californie (San Diego) (2001-2002)
Professeur invité à l'université de Keio (2010-2011)
Professeur invité à l'université de Kobe (2017)
Professeur invité à l'université d'Hokkaido (2018) 

## Récompenses
Academic Honors Award, Association coréenne d'études internationales, 2003

## Principales publications

### En anglais
Northeast Asian Regional Security Order and Strategic Calculus on the Taiwan Straits (Seoul: Yonsei University Press, 2003) (travail collectif)
Fifty Years After the Korean Conflict (Seoul: The Korean Association of International Studies, 2001). (co-éditeur avec Dongsung Kim)
Korea in the Age of Globalization and Information: Direction of Korea's Diplomacy and Broadcasting toward the 21st Century (Seoul: The Korean Association of International Studies, 1997). (co-éditeur avec Yong Soon Yim) 

### En coréen
Life, Challenge, and Future (Chaeknamu, 2014)
Sketching the Time in 1800 Letters (Orae, 2011)
Competition and Co-existence (Orae, 2011) 
The Direction of Growth for Military Structure in the Asia-Pacific Era for National Security (Seoul, Orum, 2008)
The Historical Pattern of US Involvement in East Asia and the Studies of Korean-US Relations in the Early 20th Century. (Seoul: Moonhakgwa JisungSa, 2003).